# Klimeschia cinereipunctella
Klimeschia cinereipunctella is een vlinder uit de familie lepelmotten (Douglasiidae). De wetenschappelijke naam is voor het eerst geldig gepubliceerd in 1930 door Turati & Fiori.
De soort komt voor in Europa.